# Andrew Bridgen
Andrew James Bridgen (né le 28 octobre 1964) est un homme politique et homme d'affaires du Parti conservateur. Depuis mai 2010, il est député pour la circonscription de North West Leicestershire. Figure de premier plan à droite du parti, il est un critique de longue date de l'Union européenne et a soutenu le Brexit lors du Référendum sur l'appartenance du Royaume-Uni à l'Union européenne en 2016. Il est un fervent partisan du groupe de pression eurosceptique Leave Means Leave.

## Jeunesse et carrière
Bridgen est né à Burton upon Trent, Staffordshire, le 28 octobre 1964. Il fréquente la Netherseal Junior School, puis l'école publique The Pingle School à Swadlincote dans le Derbyshire. Il étudie ensuite la génétique et le comportement à l'Université de Nottingham, où il obtient un diplôme en sciences biologiques.
Après avoir obtenu son diplôme, Bridgen commence sa formation d'officier dans les Royal Marines mais ne la termine pas et rentre chez lui pour aider à l'entreprise familiale de maraîchage. Aux côtés de son frère Paul, il diversifie son activité dans la production de légumes prélavés et ils fondent AB Produce à Measham dans le Leicestershire en 1988. Bridgen est un ancien lauréat des prix du jeune cadre de l'année au Royaume-Uni et du jeune directeur de l'année (Midlands) pour les entreprises de taille moyenne.

## Carrière parlementaire
Bridgen est élu député conservateur du nord-ouest du Leicestershire aux élections générales de 2010, devenant ainsi le premier député conservateur de la région en treize ans. Le siège était vacant depuis le décès du député précédent, David Taylor, d'une crise cardiaque soudaine le lendemain de Noël 2009. Bridgen est réélu aux élections générales de 2015 et aux élections générales de 2017 et 2019.
En juillet 2010, Bridgen devient membre du Comité spécial de la réforme de la réglementation, un comité auquel il continue de siéger tout au long de sa carrière parlementaire . Il est membre du comité consultatif du professeur Ragnar Löfstedt sur la santé et la sécurité , et siège au comité sur le projet de loi sur la déréglementation et au comité de liaison (communes) .
Le 9 juin 2011, des allégations d'agression sexuelle sont formulées contre Bridgen, conduisant à son arrestation à Londres par la police métropolitaine, puis à sa libération sous caution. Une semaine plus tard, les allégations sont retirées comme étant fausses, et la police déclare qu'aucune autre mesure ne serait prise contre Bridgen ou la femme concernée, Annabelle Fuller, une ancienne employée de l'UKIP. Dans une déclaration, Bridgen exprime sa frustration qu'une «allégation aussi ridicule, fausse et non fondée» ait retenu tant d'attention.
Bridgen est un critique de longue date de l'Union européenne. En février 2016, il critique la BBC pour avoir sélectionné des invités pro-UE pour les programmes BBC Newsnight et BBC Radio 4 Today. Il soutient la sortie de l'UE lors du référendum de 2016, puis rejoint le groupe Leave Means Leave après le vote sur le Brexit, et signe une lettre au Premier ministre en septembre 2017. Bridgen est l'un des 28 soi-disant «Spartiates du Brexit» conservateurs qui votent contre l'accord de Theresa May sur le Brexit les trois fois où il a été soumis à la Chambre des communes.
Bridgen est un critique de l'ancien premier ministre conservateur David Cameron. Après avoir appelé à son remplacement en 2013, Bridgen retire une lettre de censure en 2014 après avoir échoué à obtenir le soutien d'un nombre suffisant de collègues pour déclencher un vote de censure. Trois semaines avant le référendum de l'UE en 2016, il déclare que la position de Cameron est intenable et qu'il devrait être remplacé, peut-être immédiatement après le vote.
Bridgen soutient Boris Johnson lors de l'élection à la direction des conservateurs de 2019. Il le critique cependant fin 2021, estimant que celui-ci était « à court de temps et d’amis pour tenir les promesses et la discipline d’un véritable gouvernement conservateur » et devait « changer ou partir ».
En janvier 2023, le député est suspendu après avoir comparé la vaccination à l’Holocauste puis exclu de son parti quelques mois plus tard.

## Vie privée
Bridgen épouse la chanteuse d'opéra serbe Nevena Pavlovic en 2017. Il divorce de sa première femme Jackie en 2012 et a deux fils issus du premier mariage. Jackie est conseillère conservatrice du quartier d'Oakthorpe et Donisthorpe du conseil de district du North West Leicestershire de 2007 jusqu'à 2011.